# Dasychira atrivenosa
Dasychira atrivenosa är en fjärilsart som beskrevs av Palm. 1893. Dasychira atrivenosa ingår i släktet Dasychira och familjen tofsspinnare. Inga underarter finns listade i Catalogue of Life.